# Jouhenjärvi (sjö i Nyslott, Södra Savolax)
Jouhenjärvi är en sjö i kommunen Nyslott i landskapet Södra Savolax i Finland. Arean är 34 hektar och strandlinjen är 4,99 kilometer lång. Sjön  ingår i Vuoksens huvudavrinningsområde.   Den ligger omkring 92 kilometer öster om S:t Michel och omkring 290 kilometer nordöst om Helsingfors. 
Jouhenjärvi ligger väster om Särkijärvi. 